# 五月廿八
五月廿八，农历五月第二十八天。

## 出生
- 1613年，明神宗万历四十一年 — 顾炎武
- 1750年，清高宗乾隆十五年 — 和珅

## 参看
- 日历
- 五月廿六 - 五月廿七 - 五月廿八 - 五月廿九 - 五月三十
- 四月廿八 - 五月廿八 - 六月廿八
- 正月 - 二月 - 三月 - 四月 - 五月 - 六月 - 七月 - 八月 - 九月 - 十月 - 十一月 - 腊月
- 公历5月28日